# سرو ریسمان سبز
سرو ریسمان سبز (نام علمی: Chamaecyparis pisifera) نام یک گونه از تیره سرویان است.
به این سرو، سرو ساوارا و شبه‌سرو ساوارا هم می‌گویند.
این گیاه به صورت بوته همیشه‌سبز با برگ‌های رشته‌مانند می‌باشد و مخروط‌های کروی‌سبز رنگی به اندازه نخود تولید می‌کند. از آفات این گیاه شته و پروانه ساقه‌خوار است.

## نگارخانه

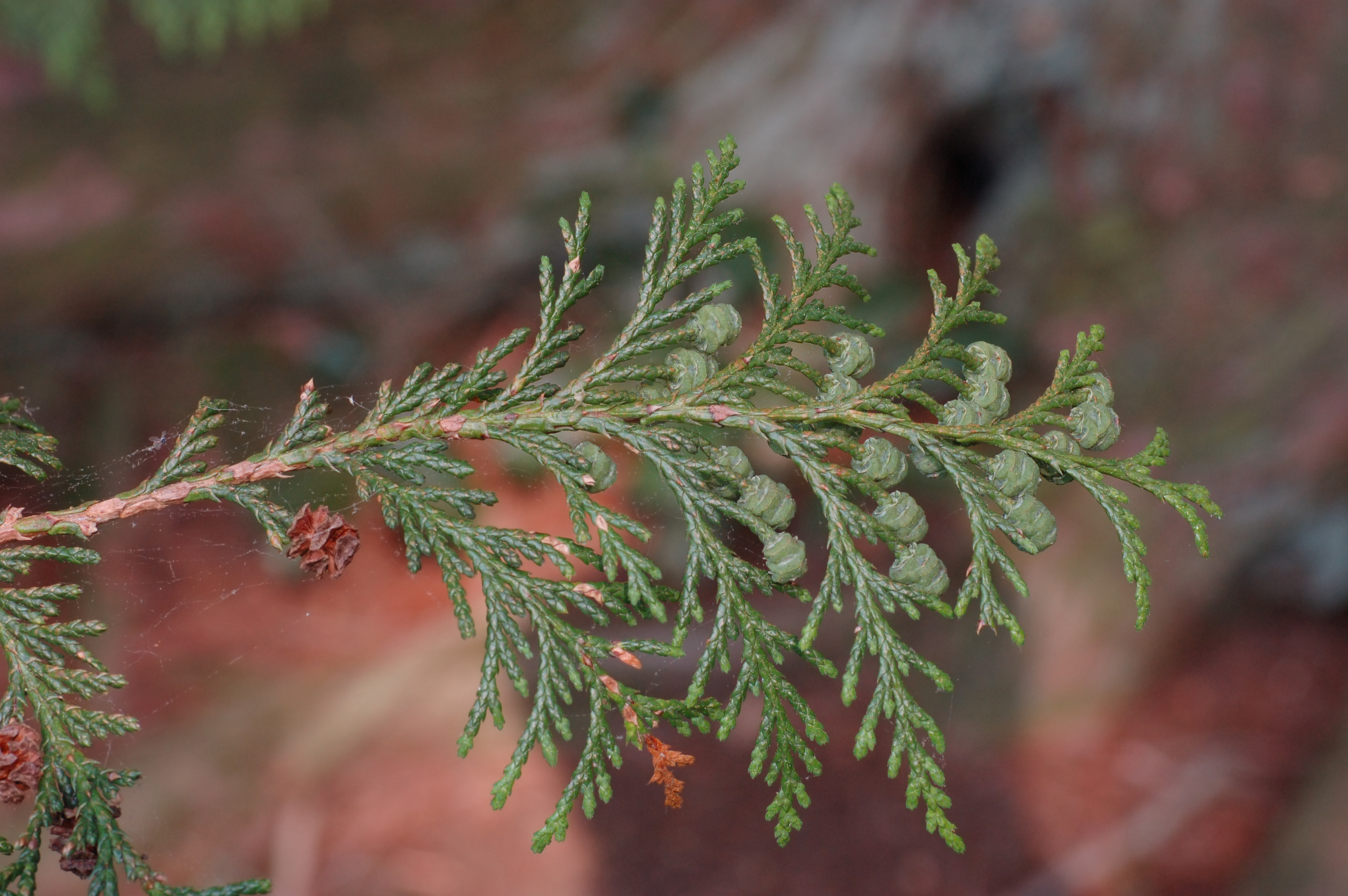
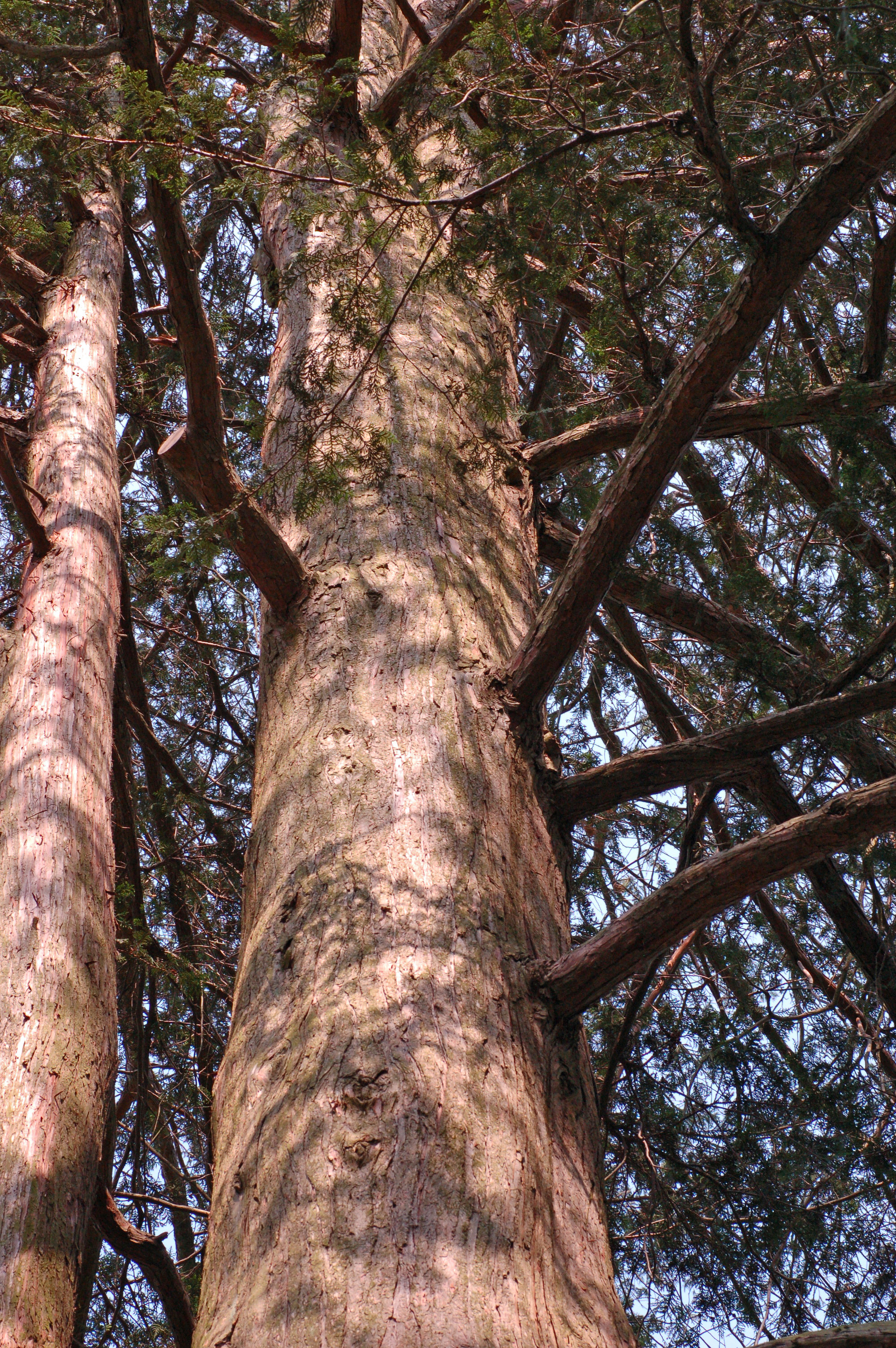
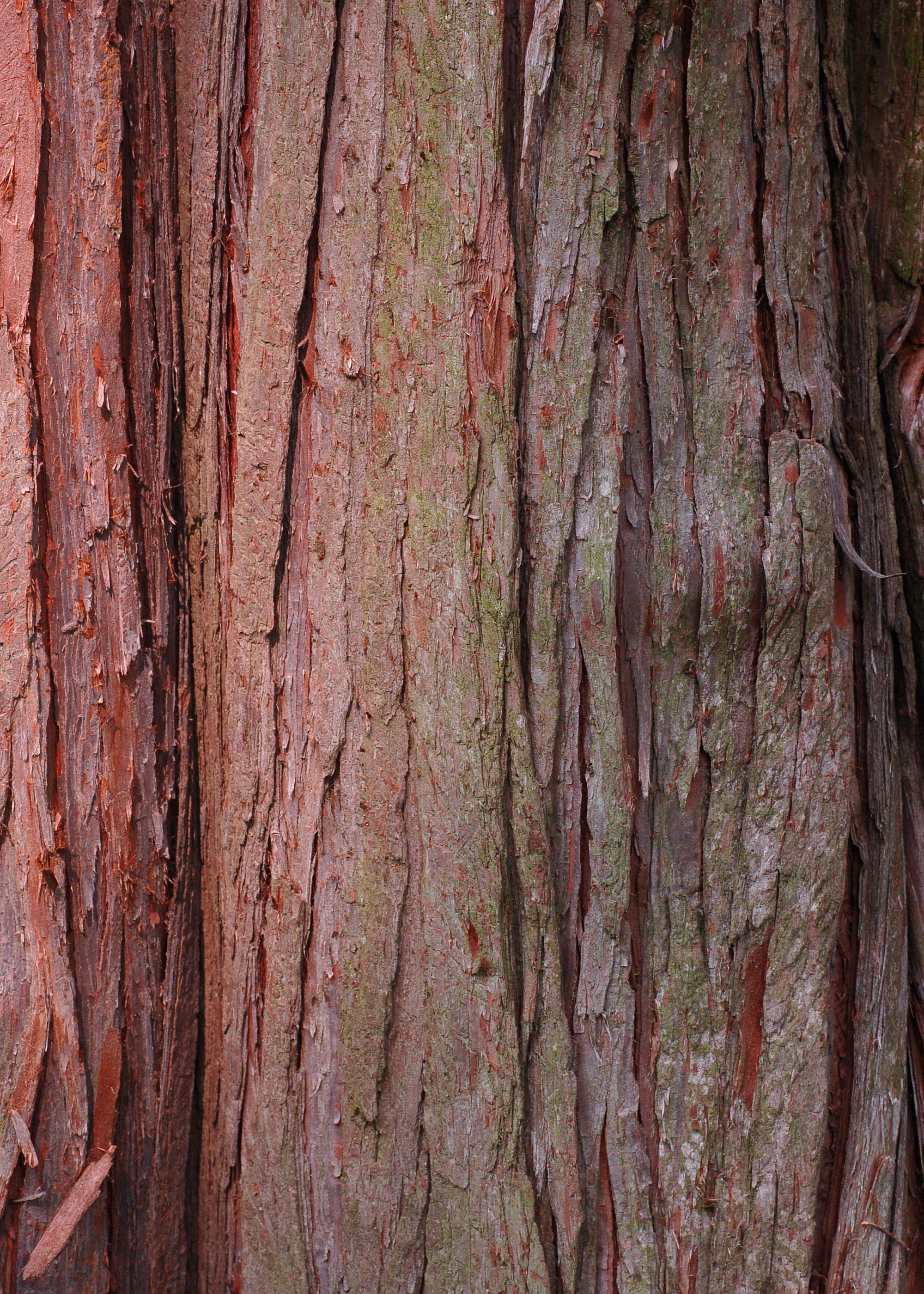